# Germania (personifikacija)
Germania je nacionalno utjelovljenje njemačkoga naroda i njihove zemlje Njemačke u obličju žene koja u rukama drži njemačku zastavu i mač. Svoj naziv nosi prema latinskoj riječi Germania, koja je označavala rimsku pokrajinu Germaniju, ali i sve zemlje koje su nastanjivali Germani. Osim u vidu zemljopisa, riječ Germania koristila se i kao poveznica na njemačku kulturu, umjetnost i običaje.
Kao nacionalno poosobljenje njemačkoga naroda, Germania se pojavljuje u razdoblju romantizma, u vrijeme "proljeća naroda" i buđenja nacionalne svijesti s ciljem ujedinjenja njemačkih zemalja. Njemački narod utjelovljen je u liku žene pravog njemačkog (gotovo arijevskog) tjelesnog izgleda; ima dugu i slojevito ošišanu plavu kosu, nosi haljinu s njemačkim carskim grbom i u ruci drži mač, simbol snage i spremnosti na borbu. Na glavi nosi vijenac od hrastova lišća, simbol junaštva i njemačkog šumskog bogatstva, a uz mač u lijevoj ruci drži konopljiku, simbol upozorenja i budnosti.
Za vrijeme Njemačkog Carstva bila je zabranjena jer je u ruci držala zastavu njemačkih slobodara i sudionika Revolucije 1848. i 1849., kasnije nakon pada Berlinskog zida i ujedinjenja Istočne i Zapadne Njemačke izabranu za nacionalnu zastavu, jer se razlikovala od crno-bijelo-crvene carske zastave pod kojom se Njemačka borila u Prvom svjetskom ratu. Ponegdje je Germania bila okrunjena carskom krunom Svetog Rimskog Carstva njemačkoga naroda. Zbog svoje društvene, kulturne i nacionalne važnosti Germania je doživjela brojne umjetničke prikaze u slikarstvu, kiparstvu, književnosti i glazbi.

## Vanjske poveznice
- Poštanska marka s likom Germanie  Arhivirana inačica izvorne stranice od 24. veljače 2021. (Wayback Machine) (njem.)